# Набережная (Ляховичский район)
Набережная (бел. Набярэжная) — деревня в Брестской области Белоруссии. Населённый пункт находится в Гончаровском сельсовете Ляховичского района. Население — 30 человек (2019).

## География
Набережная находится в 7 км к юго-западу от города Ляховичи, деревня стоит на западном берегу Ляховичского водохранилища на реке Щара, связана местными автодорогами с соседними деревнями Задворье и Миничи. В 5 км к северу расположена ж/д платформа Ляховичи на линии Барановичи — Лунинец.

## Достопримечательности
- Оборонительные сооружения Первой мировой войны и 30-х годов XX века
- Городище на берегу Щары. Относится к X—XIII веку, найдены фрагменты гончарной керамики[3]